# Deutsche Nachrichten (Kopenhagen)
Die Deutschen Nachrichten erschienen in Kopenhagen von 1943 bis 1948. Sie war die wichtigste deutsche Exilzeitung in Dänemark, für die Emigranten wie Fritz Bauer, Willy Brandt und Johannes R. Becher Artikel schrieben.

## Geschichte

### Untergrundzeitschrift 1943–1945
Im August 1943 wurden erstmals die Deutschen Nachrichten als hektografierte Untergrundzeitschrift verteilt. Sie richtete sich an deutsche Emigranten in Dänemark und besonders an Wehrmachtssoldaten, die dort stationiert waren. Sie wurde vom Nationalkomitee Freies Deutschland herausgegeben, das von kommunistischen Exilanten geleitet wurde, aber besonders übergelaufene deutsche Offiziere und Soldaten mit einbezog.
Die Deutschen Nachrichten berichteten vor allem über politische Ereignisse in Dänemark und Deutschland in aufklärerischer Absicht. Sie erschienen mit etwa 2000 Exemplaren monatlich, dann vierzehntäglich, hatten aber eine weitere Verbreitung.
Ihren Berichten soll es wesentlich zu verdanken sein, dass es in den letzten Kriegsmonaten in Dänemark kaum wirksame Verteidigungsaktionen der deutschen Wehrmacht gab (Aufruf von 50 Generälen, 1944).

### Wochenzeitung für deutsche Flüchtlinge 1945–1948
Seit Juli 1945 wurden die Deutschen Nachrichten als eine normale deutschsprachige Wochenzeitung herausgegeben, die von der Dänischen Flüchtlingsadministration und weiteren dänischen Organisationen finanziell und strukturell unterstützt wurde.
Unter dem Chefredakteur Hans Reinowski gelang es, die kommunistischen Tendenzen in der Redaktion weitgehend zurückzudrängen, er führte auch unpolitische Unterhaltungsteile ein, besonders beliebt war sein Wochenschwatz mit Jochen Spatz mit Leserbeteiligungen.
Die Deutschen Nachrichten hatten in dieser Zeit eine Auflage von etwa 20.000 Exemplaren und richteten sich vor allem an deutsche Flüchtlinge, die über die Ostsee aus Pommern und Ostpreußen nach Dänemark gekommen waren und in einem Lager lebten.
Ein Schwerpunkt waren literarische Texte von Autoren, die in Deutschland verboten gewesen waren, wie Bertolt Brecht, Thomas und Heinrich Mann, Erich Kästner, Carl Zuckmayer und weiteren. Zu den Autoren gehörten deutsche Emigranten, die aus Schweden zurückgekehrt waren, wie Fritz Bauer und Willy Brandt.
Am 15. November 1948 erschien die letzte Ausgabe der Deutschen Nachrichten.